# Gott existiert, ihr Name ist Petrunya
Gott existiert, ihr Name ist Petrunya (Originaltitel Gospod postoi, imeto ì e Petrunija, englischsprachiger Festivaltitel: God Exists, Her Name Is Petrunya) ist ein Spielfilm von Teona Strugar Mitevska aus dem Jahr 2019. Die Gesellschaftssatire handelt von der arbeitslosen, frustrierten Mazedonierin Petrunija (dargestellt von Zorica Nusheva), die als Frau verbotenerweise in eine Männern vorbehaltene religiöse Prozession eingreift.
Die Uraufführung des Films fand am 10. Februar 2019 im Wettbewerb der 69. Berlinale statt.

## Handlung
Die nordmazedonische Stadt Štip, in der Gegenwart: Die übergewichtige Petrunija ist 32 Jahre alt und lebt noch immer bei ihren Eltern Vaska und Stojan. Sie hat erfolgreich ein Geschichtsstudium absolviert, findet aber damit keine Arbeit. Nach einem herabwürdigenden und nicht erfolgreichen Vorstellungsgespräch in einer Textilfabrik, trifft Petrunija durch Zufall auf eine religiöse Prozession – die Männer der Stadt sind unterwegs zum Fluss, wo ein Priester wie jedes Jahr am Dreikönigstag ein heiliges Kreuz von einer Brücke wirft. Derjenige, der das Kreuz zuerst findet, soll das ganze Jahr über Glück haben. Aus einem animalischen Instinkt heraus springt Petrunija angezogen ins kalte Wasser und gelangt als erste an das kleine Holzkreuz. Die Männer entwenden ihr aber den Glücksbringer, entgegen den Protesten des Priesters Kosta, der auf die Rückgabe an Petrunija besteht. Petrunija gelingt es aber, das Kreuz zurückzuerlangen und nach Hause zu flüchten.
Bald schon wird Petrunija von der Polizei gesucht, da der kirchliche Kanon nur die Teilnahme von Männern vorsieht. Auch wurde Petrunijas Aktion von TV-Kameras und Augenzeugen aufgenommen und gelangt schon bald ins Fernsehen und auf Videoportale im Internet. Während ihre Freundin Blagica sie lobt und ihr Vater die Aktion toleriert, erfährt Petrunija Widerstand von ihrer konservativen und oberflächlich-religiösen Mutter, die sie aus Wut verstößt und die Polizei ruft. Es kommt zu einer gewalttätigen Auseinandersetzung zwischen den beiden, ehe Petrunija von der Polizei mitgenommen und auf das Revier gebracht wird. Der Erzbischof ist zornig vor Wut und wirft Petrunija blasphemisches Verhalten vor. Sie habe mit ihrer Teilnahme die Tradition entweiht. Der Priester Kosta weigert sich gegenüber der Polizei, zu lügen, dass Petruija das Kreuz gestohlen hätte. Sie soll das Kreuz freiwillig zurückgeben. Petrunija gibt sich aber im Verhör selbstbewusst und stur, auch als sie von Polizei und Justiz verbal unter Druck gesetzt wird.
Die unter familiären Problemen leidende Fernsehjournalistin Slavica, die von der Prozession berichtete, sieht in den Vorgängen eine Top Story und beginnt über Petrunija zu recherchieren. Gleichzeitig sammelt sich eine Horde Männer vor dem Polizeirevier, die die Herausgabe des Kreuzes fordern. Petrunija wird bei ihrer Entlassung von den Männern angegriffen und aus Sicherheitsgründen wieder zurück in die Polizeistation gezogen. Sie knüpft zärtlich Bande zu dem jungen und verständnisvollen Polizisten Darko. Trotz des Eingreifens des Priesters eskaliert vor der Wache die Situation. Der Polizeichef nimmt Petrunija das Kreuz ab und verschließt es im Safe. Gleichzeitig wird ein junger Mann, der sich als eigentlicher Sieger der Prozession sieht, verhaftet. Er beschimpft und bespuckt Petrunija, die glaubt, sich am heutigen Tag in einen „Wolf“ verwandelt zu haben. Aussprachen auf dem Revier mit Slavica, ihrer nicht verständnisvollen Mutter, dem Priester oder einem Staatsanwalt führen zu keinem Ergebnis. Am Ende darf Petrunija trotz Beschimpfungen seitens der Männer das Kreuz behalten, gibt es aber vor dem Polizeirevier dem Priester zurück, da sie es eigenen Angaben zufolge nicht mehr benötige. Während Slavica vor der laufenden Kamera die Verhältnisse in Nordmazedonien mit denen des Mittelalters vergleicht, verlässt Petrunija die Polizeistation. Sie will weiterhin in Kontakt mit Darko bleiben.

## Entstehungsgeschichte
Das Drehbuch des Films von Regisseurin Teona Strugar Mitevska und Drehbuchautorin Elma Tataragić basiert auf wahren Ereignissen. Die Prozession mit dem heiligen Kreuz findet alljährlich am 19. Januar in orthodoxen Gemeinden in Osteuropa statt. Im Jahr 2014 fing entgegen der Tradition eine Frau in der ostmazedonischen Stadt Štip das Kreuz. Trotz Protesten der lokalen Bevölkerung und der Kirche weigerte sie sich, es zurückzugeben. Einen Tag später gab die Frau ein Interview im lokalen Fernsehen, in dem sie andere Frauen dazu ermutigte, in Zukunft ebenfalls das Kreuz zu fangen. Sie wurde aber von der lokalen Bevölkerung als „geistig verwirrt“ und „mit Problemen belastet“ angesehen. Die Frau soll später nach London gezogen sein, während 2019 die 18-jährige Jovana Leposavić aus Belgrad das Kreuz in Zemun fing. Leposavić hatte zuvor eine Krebserkrankung überstanden. Sie widmete den Sieg ihren an Krebs erkrankten Freunden und wurde von der Bevölkerung gefeiert.
Frustriert von den Reaktionen aus dem Jahr 2014 und der patriarchalischen Gesellschaft begannen Mitevska und Tataragić mit dem Drehbuch an dem Film, den die Regisseurin als feministisches Werk begreift. Beide waren sich uneinig darüber, ob Petrunija schon zu Beginn eine starke Persönlichkeit haben sollte, ähnlich der Figur der Journalistin Slavica, oder ob sich ihre Stärke erst im Verlauf der Geschichte entwickeln sollte. Beide entschlossen sich schließlich für die letztgenannte Option.
Für die Titelrolle wählte Mitevska die Theaterschauspielerin Zorica Nusheva aus, die mit Gott existiert, ihr Name ist Petrunya auch ihr Filmdebüt gab. Nusheva hatte zuvor überwiegend in komödiantischen Stücken in Skopje auf der Bühne gestanden. Mitevska selbst bevorzugt eigenen Angaben zufolge die Verpflichtung von komödiantischen Darstellern, da sie über ein tadelloses Verständnis von Rhythmus und Timing verfügen würden. Für den Part der Petrunija habe sie eine Darstellerin gesucht, die eine ruhige und beharrliche Stärke ausstrahlen würde.
2020 – ein Jahr nach Veröffentlichung des Films – wurde in Štip offiziell einer Frau die Teilnahme erlaubt am Schwimmen. Danach nahmen immer mehr Frauen teil.

## Rezeption
Bei der Uraufführung erhielt Gott existiert, ihr Name ist Petrunya im internationalen Kritikenspiegel der britischen Fachzeitschrift Screen International 2,9 von vier möglichen Sternen und belegte damit einen 3. Platz unter allen 16 Berlinale-Wettbewerbsfilmen, hinter Emin Alpers Eine Geschichte von drei Schwestern und Nadav Lapids Synonymes (je 3,0), die die Rangliste anführten.

## Auszeichnungen

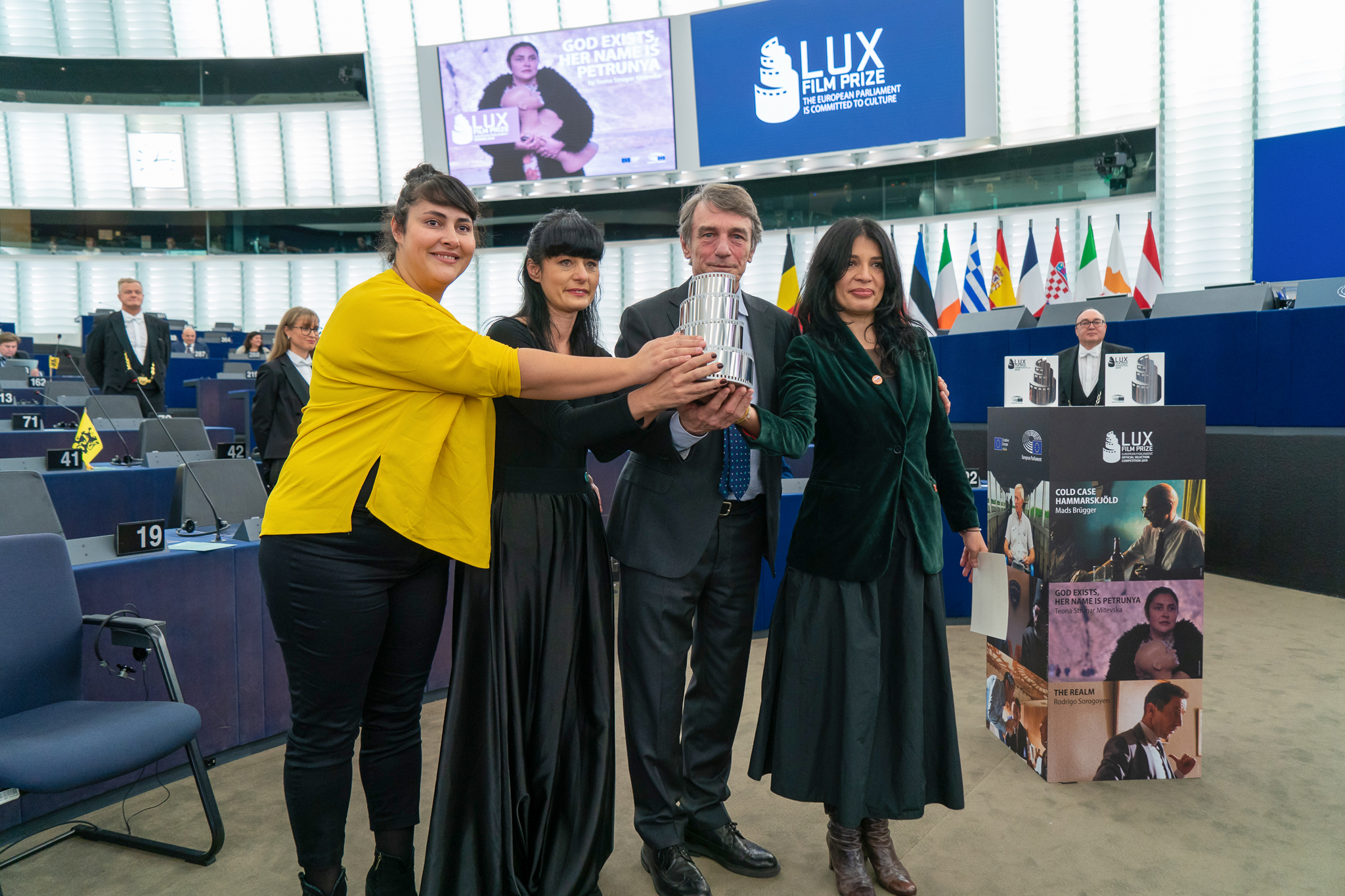
Verleihung des LUX-Filmpreis des Europaparlaments (2019)

Mit Gott existiert, ihr Name ist Petrunya konkurrierte Teona Strugar Mitevska erstmals bei den Internationalen Filmfestspielen Berlin um den Goldenen Bären, den Hauptpreis des Festivals. Dort wurde der Film mit dem Preis der Ökumenischen Jury und dem Gilde-Filmpreis ausgezeichnet.
Beim LUX-Filmpreis des Europaparlaments wurde der Film als einer von drei Finalisten nominiert und gewann.
Beim Fünf Seen Filmfestival wurde der Film mit dem Fünf Seen Filmpreis ausgezeichnet.